# Piatra Neamț
Piatra Neamț é uma cidade da Roménia, capital do județ (distrito) Neamț, com cerca de cem mil habitantes (85.055 segundo os Censos de 2011).
Situa-se nos contrafortes orientais dos Cárpatos, nas margens do rio Bistrita e possui indústrias químicas (fertilizantes, fibras), do papel, têxtil, de produtos metálicos e alimentares.

## População
| 1912  | 1930  | 1948  | 1956  | 1966  | 1977  | 1992   | 2002   | 2011  |
| 18965 | 29827 | 26303 | 32648 | 45852 | 78100 | 123360 | 104914 | 85055 |